# هکاته
هکاته یا هکات (به یونانی: Εκάτη) در اسطوره‌های یونان، از ایزدبانوان یونانی و مرتبط با چهارراه‌ها و جهان‌زیرین است. او اغلب دارای سه سر به تصویر کشیده می‌شود: یکی سگ، دیگری مار و سومی اسب. اکثر مواقع تصویر نادرستی از او به عنوان ایزدبانوی افسونگری یا شیطانی ارائه شده‌است، اما او در زمان خود اعمال خوب و پسندیده‌ای انجام داده بود.
هکاته در مذهب یونانی و اسطوره‌شناسی یک الهه است که در بیشتر موارد در حال حمل کردن دو مشعل یا یک کلید نشان داده می‌شود و در دوره‌های بعدی به صورت الهه‌ای با سه چهره نمایش داده می‌شود. او با تقاطع‌ها، ورودی‌ها، سگ‌ها، روشنایی، ماه، سحر و جادو، افسونگری، دانش گیاهی، گیاهان سمی، غیبگویی، ایجاد توهم و احضار مردگان ارتباط دارد.
هکاته علاوه بر اینکه الهه جادو است الهه چهارراه‌ها و میست نیز هست. (میست پرده‌ای است که دنیای فانی را از خدایان جدا می‌کند)
هکاته دختر تیتان پرسس و آستریا بود. به عنوان روح شرور هادس و الههٔ وحشت و تاریکی شب شناخته می‌شد. در اساطیر رومی، با تریویا قابل قیاس است.